# Cancro mole
O cancro mole, úlcera mole venérea ou cancroide é uma infecção sexualmente transmissível (IST), causada pela bactéria Haemophilus ducreyi. O cancro mole não é uma neoplasia, ou seja, não é cancro/câncer/tumor, mas sim uma doença infecciosa.

## Causa
É uma infecção bacteriana causada por uma bactéria Gram-negativa e anaeróbica, o estreptobacilo Haemophilus ducreyi. É uma doença encontrada principalmente em países em desenvolvimento, mais prevalentes em grupos socioeconômicos baixos.
A bactéria ataca o tecido e produz uma ferida aberta, chamado de cancro mole ou úlcera, no ou perto da genital (pênis ou vagina). A ferida/úlcera/cancro pode sangrar ou produzir um fluido contagioso que espalha bactérias no contato com pele ou mucosa de outra pessoa.

## Sinais e sintomas
Após a infecção os sintomas demoram entre um dia e duas semanas até aparecer, começando pelo cancro mole, normalmente na glande do pênis, escroto ou lados do pênis no homem, ou nos lábios (genitais) maiores ou menores da vulva na mulher.
O cancro mole é uma úlcera dolorosa, com cerca de 3-50 milímetros, que sangra facilmente, ocorrendo na região genital. As suas bordas são irregulares, mas bem definidos contra a pele normal. A base apresenta um material amarelado-esverdeado purulento.
Os gânglios linfáticos regionais (inguinais) ficam, em um terço dos casos, inchados e facilmente palpáveis. Nos estágios avançados não tratados, podem irromper na pele drenando pus.

## Diagnóstico
Amostras recolhidas diretamente do cancro mole são analisadas após cultura em meio especial com o microscópio e técnicas de bioquímica.
Diagnóstico diferencial:
Pode ser confundido com:
- Sífilis primária;
- Herpes genital.

## Prevalência
Apesar de facilmente prevenido com o uso de camisinha, em 2001 afetava 7 milhões por ano sendo mais comum na África. Graças aos antibióticos e maior uso de preservativos está em processo de erradicação no resto do mundo. É 20 vezes mais comum em homens do que em mulheres.

## Tratamento
O Hemophilus ducreyi é sensível a antibióticos como sulfonamidas, estreptomicina e tetraciclinas. Geralmente é tratado com azitromicina, ceftriaxona, ciprofloxacina ou eritromicina. Grandes inflamações dos nódulos linfáticos precisam ser drenadas com uma agulha ou cirurgia local.
Caso não tratado, o cancro dura meses formando úlceras dolorosas e drenagem, mas eventualmente o próprio organismo derrota a bactéria. Já o tratamento com antibióticos geralmente resolvem em poucos dias as lesões deixando poucas cicatrizes. Caso o paciente seja portador de HIV ou outras DSTs demora mais tempo para sarar.
Pode gerar complicações como fístula uretral e cicatrizes que facilitem a infecção por outras DSTs.

## Imagens adicionais

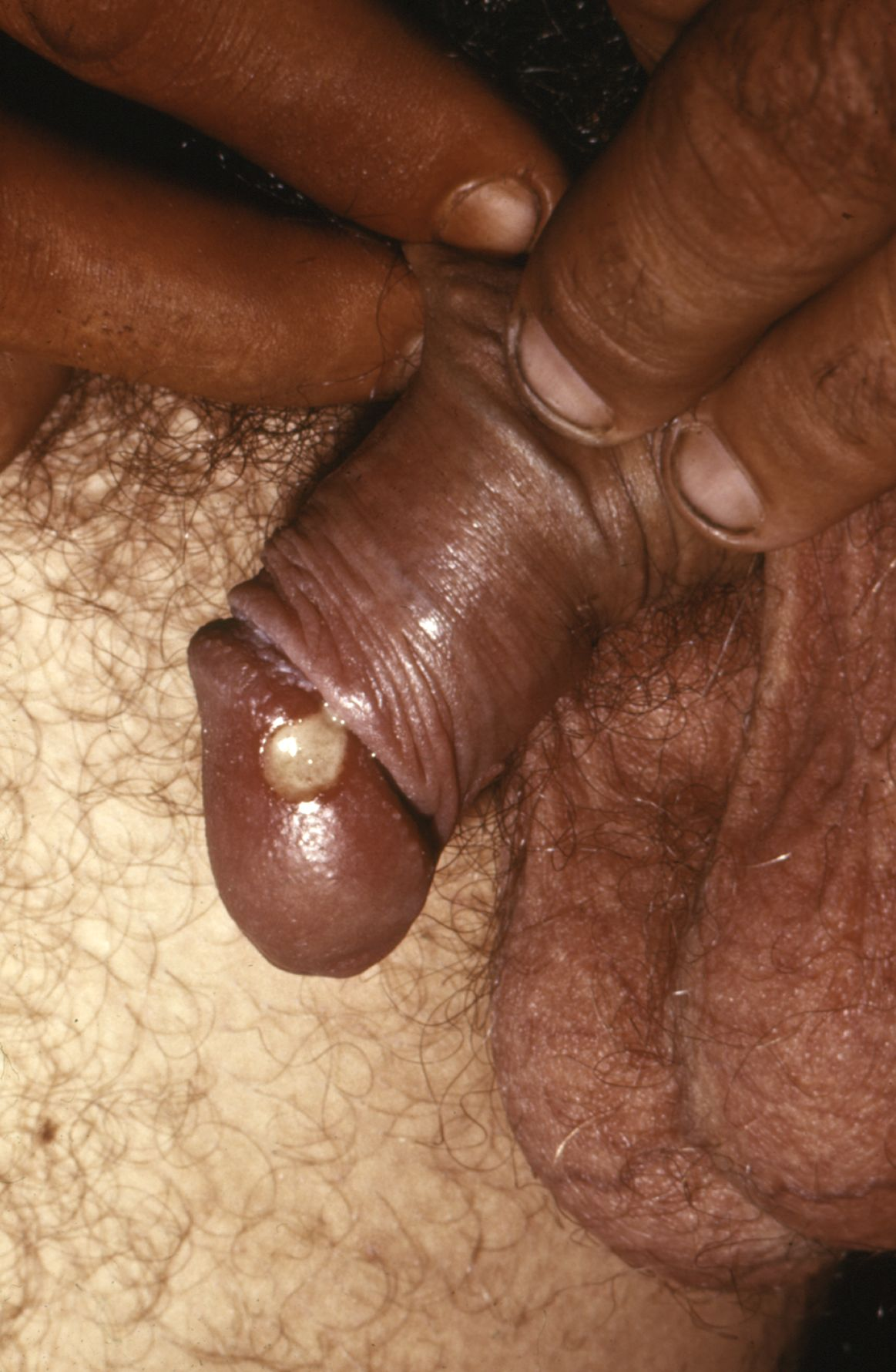
Cancro mole peniano

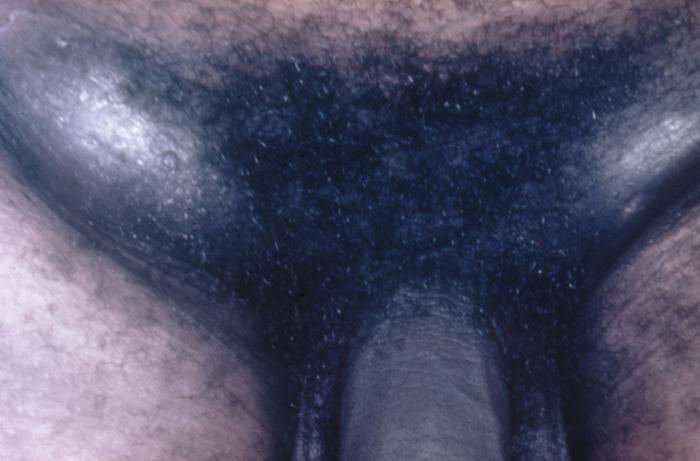
Inflamação dos nódulos linfáticos inguinais, outro sintoma comum